# Krusty
Herschel Pinkus Yerucham "Krusty" Krustofski (spelad av Dan Castellaneta) är en rollfigur i den animerade TV-serien Simpsons.  Känd som Rory B. Bellows efter att han fejkat sin död då han åkt fast för skattefusk, har idag betalat tillbaka -skulden och går under sitt gamla namn. Krusty är baserad på en lokal TV-clown från Portland, Oregon, Rusty Nails, som sändes då Matt Groening växte upp i Portland.

## Biografi
Krusty är en clown som leder Barts och Lisas favoritprogram på TV, ”Krusty the Clown Show” ofta på Channel 6. Programmet är ett slags barnprogram där man bland annat visar den våldsamma tecknade serien Itchy och Scratchy. Även Krustys assistent, Sideshow Mel, medverkar. Han har haft fem avskedsföreställningar. Dessutom finns det mängder av produkter med Krustys varumärke, däribland hamburgerkedjan Krusty Burger, frukostflingor och tandborstar. Oftast innehåller produkterna ohälsosamma saker, och han använder också barnarbete för att göra leksaker till Krusty Burger.  Han tar ofta droger, och röker samt är beroende av Percodan. Han väger 82–86 kg.
I ett avsnitt upptäcker Krusty att han har en dotter som spelar fiol (mamman var en veteran från Gulfkriget). En dag efter att ha tillbringat lite tid med sin dotter glömmer hon sin fiol i Krustys bil. Senare på kvällen spelar Krusty bort fiolen till maffiabossen Fat Tony, men Krusty lyckas till slut få tillbaka fiolen, med hjälp av Homer Simpson. När Krusty började sin karriär trodde kritikerna att han bara skulle hålla en vecka trodde man men har hållit på nu i över 29 år. Han kör en Cadilac eller en Canyonero.
Hans första fru var Holly Hippy som även var hans första assistent under 1969, totalt har han gift sig fjorton gånger. Krusty har även interagerat med verkliga människor Mia Farrow är hans ex-fru och Luke Perry hans halvbror, hans senaste fru är Eartha Kitt, de var bara gifta i sex timmar. Han även förlovat sig med Princess Penelope, under bröllopsceremonin bröt han förlovningen men blev senare ihop med henne igen.
Hans ålder varierar extremt. Han sade sig en gång ha varit i showbiz i 61 och en annan gång 35 år. Han har medverkat som Jokern i TV-serien Batman och i TV-serien Bewitched. Han har uppgivit att hans första TV-framträdande var i ”The Milk of Magnesia Summer Cavalcade” under 1957, hans andra i ”Laugh-In” tio år senare och ett tredje framträdande 22 år senare. Detta har motbevisats i andra avsnitt. Han har lett över 4000 avsnitt av Krusty the Clown Show och har Ron Rabinowitz som sin agent sedan 45 år. Han studerade som ungdom på Springfield Elementary där han var elevrådsordförande.
Krusty kan även kännetecknas genom sin tredje bröstvårta, som anses vara baserat på Francisco Scaramanga, och hans ärr efter sin pacemaker på bröstkorgen. Denna pacemaker gör det farligt för honom att stå för nära påslagna microvågsugnar. Han har även problem med läsning, eftersom han lider av analfabetism och i ett avsnitt återförenas Krusty med sin frånvarande far, en rabbin som inte uppskattar sonens yrkesval. Karaktären var den ursprungliga huvudkaraktären i familjen Simpsons och beskrivs i serien som sekulariserad jude.